# Klaus Jänich

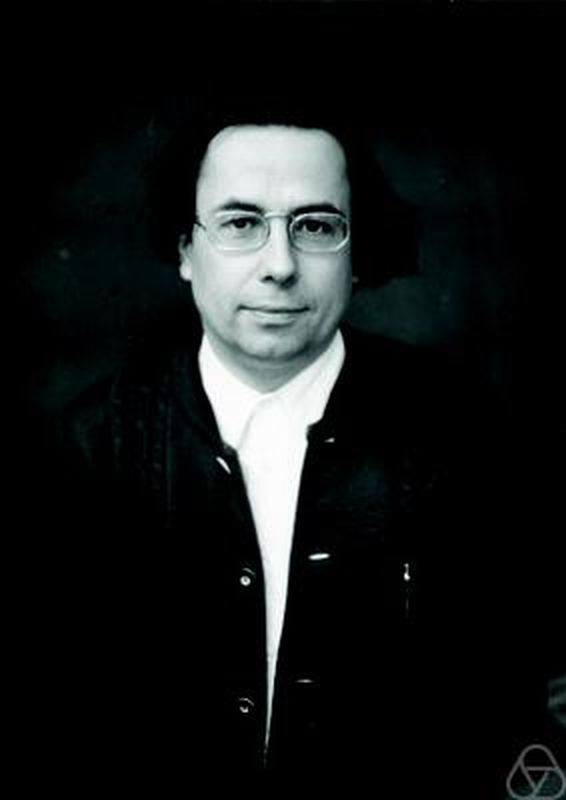
Klaus Jänich 1976

Klaus Werner Jänich (* 24. Januar 1940 in Dresden) ist ein deutscher Mathematiker.

## Leben und Werk
Jänich studierte zunächst Physik und dann Mathematik in Jena, Tübingen und Bonn und wurde 1964 an der Universität Bonn bei Friedrich Hirzebruch mit seiner Dissertation Vektorraumbündel und der Raum der Fredholmschen Operatoren promoviert. 1965 arbeitete er an der Cornell University und 1966/67 am Institute for Advanced Study in Princeton. Seit 1969 ist er ordentlicher Professor für Mathematik an der Universität Regensburg.
Jänich beschäftigte sich seit den 1960er Jahren mit algebraischer Topologie und Differentialtopologie, wo er sich unter anderem mit Indextheorie von Differentialoperatoren auf Mannigfaltigkeiten, der Klassifikation von {\displaystyle G}-Mannigfaltigkeiten (auf denen differenzierbare Wirkungen durch Transformationsgruppen {\displaystyle G} existieren) und der Theorie von Singularitäten differenzierbarer Abbildungen („Katastrophentheorie“) von René Thom beschäftigte. 1965 bewies er den von Michael Atiyah vermuteten Satz von Atiyah-Jänich.
Jänich ist bekannt für seine pädagogisch geschickten, aufs Wesentliche beschränkten Lehrbücher mit vielen Abbildungen und ausführlichem erklärendem Text. Sein Buch mit Theodor Bröcker über Differentialtopologie ist ein Standard-Lehrbuch, das auch ins Englische übersetzt wurde. Daneben hat er stets die Zusammenarbeit mit theoretischen Physikern (in Regensburg und auch anderswo) bei konkreten Grenzfragen zwischen den beteiligten Disziplinen gepflegt.

## Zitate
• „Das Denken lässt sich nicht immer durch Rechnen ersetzen.“

## Schriften
- Funktionentheorie – eine Einführung. Springer-Verlag, 6. Auflage 2004, ISBN 3540203923.
- Lineare Algebra. Springer-Verlag, 10. Auflage 2007, ISBN 3540402071.
- Topologie. Springer-Verlag, 8. Auflage 2005, ISBN 978-3-540-21393-2, doi:10.1007/b138142 (Allgemeine Topologie, englische Übersetzung bei Undergraduate Texts in Mathematics, Springer-Verlag, 1984).
- Analysis für Physiker und Ingenieure- ein Lehrbuch für das zweite Studienjahr – Funktionentheorie, Differentialgleichungen, spezielle Funktionen. Springer-Verlag, 4. Auflage 2001, ISBN 3540419853.
- Vektoranalysis. Springer-Verlag, 4. Auflage 2003, ISBN 3-540-00392-4, doi:10.1007/978-3-662-10750-8 (erläutert sowohl die klassische Terminologie als auch Differentialformen).
- mit Theodor Bröcker: Einführung in die Differentialtopologie. Springer-Verlag, Heidelberger Taschenbücher 1973, Nachdruck 1990, ISBN 3540064613.
- Mathematik – Geschrieben für Physiker. 2 Bände, Springer-Verlag, Bd. 1, 2. Auflage 2005, ISBN 3540213929, Bd. 2, 2002, ISBN 3540428399 (in Bd. 2 Vektoranalysis und Analysis in mehreren Variablen).
- Jänich: Vektorraumbündel und der Raum der Fredholm-Operatoren. (Dissertation), Mathematische Annalen Bd. 161, 1965, S. 129–142.
- Jänich: Caustics and Catastrophes. Mathematische Annalen Bd. 209, 1974, S. 161–180.
- Jänich: Symmetry Properties of Singularities of {\displaystyle C^{\infty }}-Functions. Mathematische Annalen, Band 238, 1978, S. 147–156.
- Jänich: Charakterisierung der Signatur von Mannigfaltigkeiten durch eine Additivitätseigenschaft. Inventiones Mathematicae Bd. 6, 1968, S. 35–40.
- Jänich: On the Classification of {\displaystyle O(n)}-Manifolds. Mathematische Annalen, Bd. 176, 1968, S. 53–76.